# Mariika, Jașkiv
Mariika (în ucraineană Марійка) este o comună în raionul Jașkiv, regiunea Cerkasî, Ucraina, formată numai din satul de reședință.

## Demografie
Componența lingvistică a comunei Mariika
     Ucraineană (97,9%)
     Rusă (1,5%)
     Alte limbi (0,6%)
Conform recensământului din 2001, majoritatea populației comunei Mariika era vorbitoare de ucraineană (97,9%), existând în minoritate și vorbitori de rusă (1,5%).